# Jorge David Romero Ríos
Jorge David Romero Rios, destacado deportista colombiano de la especialidad de Bolos que fue campeón suramericano en Medellín 2010.

## Trayectoria
La trayectoria deportiva de Jorge David Romero Rios se identifica por su participación en los siguientes eventos nacionales e internacionales:

### Juegos Suramericanos
Fue reconocido su triunfo de ser el décimo cuarto deportista con el mayor número de medallas de la selección de  Colombia en los juegos de Medellín 2010.

#### Juegos Suramericanos de Medellín 2010
Su desempeño en la novena edición de los juegos, se identificó por ser el trigésimo cuarto deportista con el mayor número de medallas entre todos los participantes del evento, con un total de 4 medallas:

- , Medalla de oro: Bolos 4 Jugadores Equipo Hombres
- , Medalla de oro: Bolos Equipos Hombres Todos los Eventos
- , Medalla de oro: Bolos Dobles mixtos
- , Medalla de bronce: Bolos Dobles masculino

## Campeonato Mundial de Bolos
Romero junto a Jaime Monroy, Manuel Otálora, Fabio García y Jaime Gómez ganaron la medalla de bronce por equipos en el Campeonato Mundial de Mayores Masculino de Bolos realizado en Múnich 2010.
- , Medalla de bronce: Equipo Hombres